# Завалишина Марія Семенівна
Марі́я Семе́нівна Завали́шина (26 грудня 1903, Санкт-Петербург, Російська імперія — 3 липня 1991, Київ (похована у Львові), СРСР) — радянська українська композиторка, диригентка, музично-громадська діячка, педагогиня. Заслужений діяч мистецтв УРСР (1990).

## Біографія
Закінчила Одеську консерваторію (1939, клас Порфирія Молчанова). 
Була музичним редактором Одеського радіо (1935—1936), викладачем у музичній десятирічці ім. П. М. Столярського (1937—1938), в Одеській (1945—1951) та Київській консерваторіях (1951—1961), очолювала Музичне управління Комітету у справах мистецтв при Раді Міністрів України (1952—1953).
Нагороджена Почесною грамотою Президії Верховної Ради УРСР, медалями. 
Була членом Спілки композиторів України.
Похована у Львові.

## Творчість
Автор ряду дитячих опер, сюїт, музики до мультиплікаційних фільмів («Водопровід на город», 1964 та ін.). 